# Pterochilus modestus
Pterochilus modestus är en stekelart som beskrevs av Kostylev 1935. Pterochilus modestus ingår i släktet Pterochilus och familjen Eumenidae. Inga underarter finns listade i Catalogue of Life.